# Халачи, Ойген фон
Ойген фон Халачи (венг. Eugen von Halácsy, 1842 — 1913) — австрийский ботаник и врач венгерского происхождения.

## Биография
Ойген фон Халачи родился в 1842 году.
В 1865 году Халачи получил докторскую степень в области медицинских наук в Вене, и до 1896 года был врачом общей практики в Вене. В 1912 году он получил почётную докторскую степень в Афинском университете. Халачи описал более 400 видов растений.
Ойген фон Халачи умер в 1913 году.

## Научная деятельность
Ойген фон Халачи специализировался на папоротниковидных, мохообразных и на семенных растениях.

## Публикации
- Conspectus florae Graecae / 1. Lipsiae: Engelmann, 1901[3].
- Conspectus florae Graecae / 2. Lipsiae: Engelmann, 1902[3].
- Conspectus florae Graecae / 3. Lipsiae: Engelmann, 1904[3].
- Botanische Ergebnisse einer im Auftrage der Hohen Kaiserl Akademie der Wissenschaften unternommenen Forschungsreise in Griechenland. Wien, In Commission bei F. Tempsky, 1894[4].
- Flora von Niederösterreich. Zum Gebrauche auf Excursionen und zum Selbstunterricht bearbeitet von Eugen von Halácsy. Prag, F. Tempsky, 1896[4].